# Ruta Provincial 30 (Santa Fe)
La Ruta Provincial 30 es una carretera de 120 km de jurisdicción provincial, ubicada en el norte de la Provincia de Santa Fe, Argentina.
Conecta el Departamento General Obligado con el departamento 9 de Julio.
Casi toda su extensión es de tierra y recorre los Bajos Submeridionales.
Su inicio está en la intersección de la Ruta Nacional 11. Parte de la traza de la ruta (unos 15 km) se superpone con la de la Ruta Nacional 95.

## Localidades
Las ciudades y pueblos por los que pasa esta ruta de este a oeste son las siguientes (los pueblos con menos de 5000 habitantes figuran en itálica).
- Departamento Obligado: Villa Guillermina
- Departamento Vera: Los Amores
- Departamento 9 de Julio: sin localidades.